# Château-Verdun (Francia)
Château-Verdun è un comune francese di 55 abitanti situato nel dipartimento dell'Ariège nella regione dell'Occitania.

## Società

### Evoluzione demografica
Abitanti censiti